# Клонмел
Клонмел (англ. Clonmel; ирл. Cluain Meala (Клуань-Мяла)) — (средний) город в Ирландии, административный центр графства Южный Типперэри (провинция Манстер), а также его крупнейший город.

## География
Город Клонмел расположен в юго-западной части Ирландии, на юге графства Типперэри, и лежит в долине, окружённой горами. Через Клонмел протекает река Шур. Речной порт. Население города составляет 17.008 человек (на 2006 год).

## История
В Средние века Клонмел представлял собой мощную крепость, стены которой частично сохранились до наших дней. В 1650 году Клонмел подвергся длительной осаде со стороны армии Оливера Кромвеля. Кромвель в конце концов взял крепость, однако его войско при этом понесло ощутимые потери.
В прошлом Клонмел был богатым торговым городом, профитировавшим на речной торговле. В настоящее время город известен производящейся здесь знаменитой маркой сидра — Бальмерс. Одним из наиболее интересных зданий города является церковь Сент-Мэри, построенная в XIII столетии.
В городе располагался штаб Королевского ирландского полка Британской армии до 1922 года, когда тот был расформирован.
В Клонмеле родился знаменитый английский писатель ирландского происхождения Лоренс Стерн.

## Демография
Население — 17 008 человек (по переписи 2006 года). В 2002 году население составляло 16 910 человек. При этом, население внутри городской черты (legal area) было 15 482, население пригородов (environs) — 1526.
Данные переписи 2006 года:
| Общие демографические показатели |               |                               |                               |      |      |
| Всё население                    | Всё население | Изменения населения 2002—2006 | Изменения населения 2002—2006 | 2006 | 2006 |
| 2002                             | 2006          | чел.                          | %                             | муж. | жен. |
| 16 910                           | 17 008        | 98                            | 0,6                           | 8351 | 8657 |

В нижеприводимых таблицах сумма всех ответов (столбец «сумма»), как правило, меньше общего населения населённого пункта (столбец «2006»).
| Религия (Тема 2 — 5 : Число людей по религиям, 2006) |             |                |             |            |        |        |
| Католики, чел.                                       | Католики, % | Другая религия | Без религии | не указано | сумма  | 2006   |
| 15 645                                               | 92,0        | 708            | 458         | 197        | 17 008 | 17 008 |

| Этно-расовый состав (Этничность. Тема 2 — 3 : Постоянное население по этническому или культурному происхождению, 2006) |            |              |       |        |        |            |        |        |
| Белые ирландцы | Лухт-шулта | Другие белые | Негры | Азиаты | Другие | Не указано | сумма  | 2006   |
| 14 999 | 137        | 994          | 93    | 208    | 142    | 253        | 16 826 | 17 008 |
| Доля от всех отвечавших на вопрос, %                                                                                   |            |              |       |        |        |            |        |        |
| 89,1 | 0,8        | 5,9          | 0,6   | 1,2    | 0,8    | 1,5        | 100    | 98,91  |

1 — доля отвечавших на вопрос о языке от всего населения.
| Владение ирландским языком (Тема 3 — 1 : Число людей от 3 лет и старше по способности говорить по-ирландски, 2006) |      |            |        |        |
| Владеете ли Вы ирландским языком?                                                                                  |      |            |        |        |
| Да | Нет  | Не указано | сумма  | 2006   |
| 6920 | 8954 | 402        | 16 276 | 17 008 |
| Доля от всех отвечавших на вопрос о языке, %                                                                       |      |            |        |        |
| 42,5 | 55,0 | 2,5        | 100    | 95,71  |

1 — доля отвечавших на вопрос о языке от всего населения.
| Использование ирландского языка (Тема 3 — 2 : Говорящие по-ирландски от 3 лет и старше по частоте использования ирландского языка, 2006) |                                                            |                                               |                                               |                                               |                                               |                                               |       |                                     |        |
| Как часто и где Вы говорите по-ирландски?                                                                                                |                                                            |                                               |                                               |                                               |                                               |                                               |       |                                     |        |
| ежедневно, только в образовательных учреждениях                                                                                          | ежедневно, как в образовательных учреждениях, так и вне их | в других местах (вне образовательной системы) | в других местах (вне образовательной системы) | в других местах (вне образовательной системы) | в других местах (вне образовательной системы) | в других местах (вне образовательной системы) | сумма | всего, отвечавших на вопрос о языке | 2006   |
| ежедневно, только в образовательных учреждениях                                                                                          | ежедневно, как в образовательных учреждениях, так и вне их | ежедневно                                     | каждую неделю                                 | реже                                          | никогда                                       | не указано                                    | сумма | всего, отвечавших на вопрос о языке | 2006   |
| 1889 | 51                                                         | 134                                           | 326                                           | 2518                                          | 1882                                          | 120                                           | 6920  | 16 276                              | 17 008 |
| Доля от всех отвечавших на вопрос о языке, %                                                                                             |                                                            |                                               |                                               |                                               |                                               |                                               |       |                                     |        |
| 11,6 | 0,3                                                        | 0,8                                           | 2,0                                           | 15,5                                          | 11,6                                          | 0,7                                           | 42,5  | 100                                 |        |

| Типы частных жилищ (Тема 6 — 1(a) : Число частных домовладений по типу размещения, 2006) |          |         |                 |            |       |        |
| Отдельный дом                                                                            | Квартира | Комната | Переносные дома | не указано | сумма | 2006   |
| 5739                                                                                     | 476      | 28      | 8               | 109        | 6360  | 17 008 |